# King Edward (sigarenmerk)
King Edward is een Amerikaans sigarenmerk, in massaproductie gefabriceerd.
King Edward-sigaren worden machinaal vervaardigd, bestaan in de Invincible- en Imperial-variant en zitten afzonderlijk in cellofaan verpakt. Het merk produceert ook panatela's en cigarillo's. 
King Edward heeft een rood bandje dat aan het cellofaanhoesje vasthangt. Typerend voor deze sigaar is haar uitgesproken zoete smaak.